# Puchar Świata w saneczkarstwie 2018/2019
Puchar Świata w saneczkarstwie 2018/2019 – 42. sezon Pucharu Świata w saneczkarstwie. Rozpoczął się 24 listopada 2018 roku w Austriackim mieście Igls. Ostatnie zawody z tego cyklu zostały rozegrane 24 lutego 2019 roku na torze w rosyjskim Soczi. Rozegrane zostały 42 konkursy: po 9 konkursów indywidualnych kobiet, mężczyzn oraz dwójek mężczyzn, sześciokrotnie odbyły się również zawody sztafet. Podobnie jak w poprzednim sezonie odbyły się również zawody sprinterskie kobiet, mężczyzn oraz dwójek mężczyzn, które zostały przeprowadzone trzykrotnie. Są to dodatkowe trzy wyścigi dla najlepszej 15. zawodów Pucharu Świata. Zawody te są wliczane do klasyfikacji PŚ w danej konkurencji oraz prowadzona jest dodatkowa klasyfikacja dla tych zawodników, którzy wystartują we wszystkich tego typu startach w sezonie.
Podczas sezonu 2018/2019 odbyły się dwie imprezy, na których rozdane zostały medale. Podczas zawodów Pucharu Świata w niemieckim Oberhofie odbyły się jednocześnie mistrzostwa Europy. Natomiast główną imprezą tego sezonu były mistrzostwa świata w Winterbergu.

## Kalendarz Pucharu Świata
| Lp. | Data                        | Miejscowość | Konkurencja                                  | 1. miejsce                                                                               | 2. miejsce                                                                        | 3. miejsce                                                                        |
| --- | --------------------------- | ----------- | -------------------------------------------- | ---------------------------------------------------------------------------------------- | --------------------------------------------------------------------------------- | --------------------------------------------------------------------------------- |
| 1.  | 24-25 listopada 2018        | Igls        |                                              |                                                                                          |                                                                                   |                                                                                   |
| 1.  | 24-25 listopada 2018        | Igls        | Jedynki kobiet                               | Natalie Geisenberger                                                                     | Julia Taubitz                                                                     | Tatjana Hüfner                                                                    |
| 1.  | 24-25 listopada 2018        | Igls        | Sprint kobiet                                | Natalie Geisenberger                                                                     | Julia Taubitz                                                                     | Dajana Eitberger                                                                  |
| 1.  | 24-25 listopada 2018        | Igls        | Jedynki mężczyzn                             | Johannes Ludwig                                                                          | Dominik Fischnaller                                                               | Wolfgang Kindl                                                                    |
| 1.  | 24-25 listopada 2018        | Igls        | Sprint mężczyzn                              | Wolfgang Kindl                                                                           | Aleksandr Gorbacewicz                                                             | Felix Loch                                                                        |
| 1.  | 24-25 listopada 2018        | Igls        | Dwójki mężczyzn                              | Austria Thomas Steu · Lorenz Koller                                                      | Niemcy Toni Eggert · Sascha Benecken                                              | Rosja Władisław Jużakow · Jurij Prochorow                                         |
| 1.  | 24-25 listopada 2018        | Igls        | Sprint dwójek mężczyzn                       | Austria Thomas Steu · Lorenz Koller                                                      | Rosja Władisław Jużakow · Jurij Prochorow                                         | Niemcy Tobias Wendl · Tobias Arlt                                                 |
| 2.  | 30 listopada-1 grudnia 2018 | Whistler    |                                              |                                                                                          |                                                                                   |                                                                                   |
| 2.  | 30 listopada-1 grudnia 2018 | Whistler    | Jedynki kobiet                               | Natalie Geisenberger                                                                     | Julia Taubitz                                                                     | Emily Sweeney                                                                     |
| 2.  | 30 listopada-1 grudnia 2018 | Whistler    | Jedynki mężczyzn                             | Wolfgang Kindl                                                                           | Felix Loch                                                                        | Reinhard Egger                                                                    |
| 2.  | 30 listopada-1 grudnia 2018 | Whistler    | Dwójki mężczyzn                              | Niemcy Toni Eggert · Sascha Benecken                                                     | Niemcy Robin Geueke · David Gamm                                                  | Niemcy Tobias Wendl · Tobias Arlt                                                 |
| 2.  | 30 listopada-1 grudnia 2018 | Whistler    | Sztafety mieszane                            | Rosja Tatjana Iwanowa · Siemion Pawliczenko · Wsewołod Kaszkin · Konstantin Korszunow    | Niemcy Natalie Geisenberger · Felix Loch · Toni Eggert · Sascha Benecken          | Kanada Kyla Graham · Reid Watts · Tristan Walker · Justin Snith                   |
| 3.  | 7-8 grudnia 2018            | Calgary     |                                              |                                                                                          |                                                                                   |                                                                                   |
| 3.  | 7-8 grudnia 2018            | Calgary     | Jedynki kobiet                               | Julia Taubitz                                                                            | Natalie Geisenberger                                                              | Kimberley McRae                                                                   |
| 3.  | 7-8 grudnia 2018            | Calgary     | Jedynki mężczyzn                             | Wolfgang Kindl                                                                           | Roman Riepiłow                                                                    | David Gleirscher                                                                  |
| 3.  | 7-8 grudnia 2018            | Calgary     | Dwójki mężczyzn                              | Niemcy Tobias Wendl · Tobias Arlt                                                        | Niemcy Toni Eggert · Sascha Benecken                                              | Austria Thomas Steu · Lorenz Koller                                               |
| 3.  | 7-8 grudnia 2018            | Calgary     | Sztafety mieszane                            | Niemcy Julia Taubitz · Felix Loch · Tobias Wendl · Tobias Arlt                           | Stany Zjednoczone Summer Britcher · Tucker West · Chris Mazdzer · Jayson Terdiman | Austria Birgit Platzer · Wolfgang Kindl · Thomas Steu · Lorenz Koller             |
| 4.  | 15-16 grudnia 2018          | Lake Placid |                                              |                                                                                          |                                                                                   |                                                                                   |
| 4.  | 15-16 grudnia 2018          | Lake Placid | Jedynki kobiet                               | Dajana Eitberger                                                                         | Natalie Geisenberger                                                              | Julia Taubitz                                                                     |
| 4.  | 15-16 grudnia 2018          | Lake Placid | Sprint kobiet                                | Natalie Geisenberger                                                                     | Summer Britcher                                                                   | Julia Taubitz                                                                     |
| 4.  | 15-16 grudnia 2018          | Lake Placid | Jedynki mężczyzn                             | Roman Riepiłow                                                                           | Johannes Ludwig                                                                   | Reinhard Egger                                                                    |
| 4.  | 15-16 grudnia 2018          | Lake Placid | Sprint mężczyzn                              | Roman Riepiłow                                                                           | Siemion Pawliczenko                                                               | Johannes Ludwig                                                                   |
| 4.  | 15-16 grudnia 2018          | Lake Placid | Dwójki mężczyzn                              | Niemcy Toni Eggert · Sascha Benecken                                                     | Niemcy Tobias Wendl · Tobias Arlt                                                 | Austria Thomas Steu · Lorenz Koller                                               |
| 4.  | 15-16 grudnia 2018          | Lake Placid | Sprint dwójek mężczyzn                       | Niemcy Toni Eggert · Sascha Benecken                                                     | Stany Zjednoczone Christopher Mazdzer · Jayson Terdiman                           | Kanada Tristan Walker · Justin Snith                                              |
| 5.  | 5-6 stycznia 2019           | Königssee   |                                              |                                                                                          |                                                                                   |                                                                                   |
| 5.  | 5-6 stycznia 2019           | Königssee   | Jedynki kobiet                               | Julia Taubitz                                                                            | Summer Britcher                                                                   | Hannah Prock                                                                      |
| 5.  | 5-6 stycznia 2019           | Königssee   | Jedynki mężczyzn                             | Reinhard Egger                                                                           | Dominik Fischnaller                                                               | Sebastian Bley                                                                    |
| 5.  | 5-6 stycznia 2019           | Königssee   | Dwójki mężczyzn                              | Niemcy Toni Eggert · Sascha Benecken                                                     | Niemcy Tobias Wendl · Tobias Arlt                                                 | Austria Thomas Steu · Lorenz Koller                                               |
| 5.  | 5-6 stycznia 2019           | Königssee   | Sztafety mieszane                            | Niemcy Julia Taubitz · Sebastian Bley · Toni Eggert · Sascha Benecken                    | Austria Hannah Prock · Reinhard Egger · Thomas Steu · Lorenz Koller               | Stany Zjednoczone Summer Britcher · Tucker West · Chris Mazdzer · Jayson Terdiman |
| 6.  | 12-13 stycznia 2019         | Sigulda     |                                              |                                                                                          |                                                                                   |                                                                                   |
| 6.  | 12-13 stycznia 2019         | Sigulda     | Jedynki kobiet                               | Tatjana Iwanowa                                                                          | Natalie Geisenberger                                                              | Summer Britcher                                                                   |
| 6.  | 12-13 stycznia 2019         | Sigulda     | Jedynki mężczyzn                             | Siemion Pawliczenko                                                                      | Aleksandr Gorbacewicz                                                             | David Gleirscher                                                                  |
| 6.  | 12-13 stycznia 2019         | Sigulda     | Dwójki mężczyzn                              | Niemcy Toni Eggert · Sascha Benecken                                                     | Łotwa Oskars Gudramovičs · Pēteris Kalniņš                                        | Łotwa Andris Šics · Juris Šics                                                    |
| 6.  | 12-13 stycznia 2019         | Sigulda     | Sztafety mieszane                            | Łotwa Kendija Aparjode · Kristers Aparjods · Oskars Gudramovičs · Pēteris Kalniņš        | Rosja Tatjana Iwanowa · Siemion Pawliczenko · Władisław Jużakow · Jurij Prochorow | Niemcy Natalie Geisenberger · Felix Loch · Toni Eggert · Sascha Benecken          |
| MŚ  | 25–27 stycznia 2019         | Winterberg  | 48. Mistrzostwa Świata w Saneczkarstwie 2019 | 48. Mistrzostwa Świata w Saneczkarstwie 2019                                             | 48. Mistrzostwa Świata w Saneczkarstwie 2019                                      | 48. Mistrzostwa Świata w Saneczkarstwie 2019                                      |
| 7.  | 2-3 lutego 2019             | Altenberg   |                                              |                                                                                          |                                                                                   |                                                                                   |
| 7.  | 2-3 lutego 2019             | Altenberg   | Jedynki kobiet                               | Sandra Robatscher                                                                        | Natalie Geisenberger                                                              | Wiktoria Demczenko                                                                |
| 7.  | 2-3 lutego 2019             | Altenberg   | Jedynki mężczyzn                             | Felix Loch                                                                               | Reinhard Egger                                                                    | Johannes Ludwig                                                                   |
| 7.  | 2-3 lutego 2019             | Altenberg   | Dwójki mężczyzn                              | Austria Thomas Steu · Lorenz Koller                                                      | Niemcy Toni Eggert · Sascha Benecken                                              | Łotwa Andris Šics · Juris Šics                                                    |
| 7.  | 2-3 lutego 2019             | Altenberg   | Sztafety mieszane                            | Odwołano                                                                                 | Odwołano                                                                          | Odwołano                                                                          |
| 8.  | 9-10 lutego 2019            | Oberhof     |                                              |                                                                                          |                                                                                   |                                                                                   |
| 8.  | 9-10 lutego 2019            | Oberhof     | Jedynki kobiet                               | Natalie Geisenberger                                                                     | Tatjana Hüfner                                                                    | Dajana Eitberger                                                                  |
| 8.  | 9-10 lutego 2019            | Oberhof     | Jedynki mężczyzn                             | Siemion Pawliczenko                                                                      | Roman Riepiłow                                                                    | Kristers Aparjods                                                                 |
| 8.  | 9-10 lutego 2019            | Oberhof     | Dwójki mężczyzn                              | Niemcy Tobias Wendl · Tobias Arlt                                                        | Niemcy Toni Eggert · Sascha Benecken                                              | Łotwa Andris Šics · Juris Šics                                                    |
| 8.  | 9-10 lutego 2019            | Oberhof     | Sztafety mieszane                            | Włochy Andrea Vötter · Dominik Fischnaller · Ivan Nagler · Fabian Malleier               | Niemcy Natalie Geisenberger · Johannes Ludwig · Tobias Wendl · Tobias Arlt        | Łotwa Elīza Cauce · Inārs Kivlenieks · Andris Šics · Juris Šics                   |
| ME  | 9-10 lutego 2019            | Oberhof     | 50. Mistrzostwa Europy w Saneczkarstwie 2019 | 50. Mistrzostwa Europy w Saneczkarstwie 2019                                             | 50. Mistrzostwa Europy w Saneczkarstwie 2019                                      | 50. Mistrzostwa Europy w Saneczkarstwie 2019                                      |
| 9.  | 23-24 lutego 2019           | Soczi       |                                              |                                                                                          |                                                                                   |                                                                                   |
| 9.  | 23-24 lutego 2019           | Soczi       | Jedynki kobiet                               | Natalie Geisenberger                                                                     | Wiktoria Demczenko                                                                | Dajana Eitberger                                                                  |
| 9.  | 23-24 lutego 2019           | Soczi       | Sprint kobiet                                | Wiktoria Demczenko                                                                       | Dajana Eitberger                                                                  | Natalie Geisenberger                                                              |
| 9.  | 23-24 lutego 2019           | Soczi       | Jedynki mężczyzn                             | Siemion Pawliczenko                                                                      | Roman Riepiłow                                                                    | Dominik Fischnaller                                                               |
| 9.  | 23-24 lutego 2019           | Soczi       | Sprint mężczyzn                              | Siemion Pawliczenko                                                                      | Roman Riepiłow                                                                    | Maksim Aravin                                                                     |
| 9.  | 23-24 lutego 2019           | Soczi       | Dwójki mężczyzn                              | Rosja Aleksandr Dienisjew · Władisław Antonow                                            | Niemcy Toni Eggert · Sascha Benecken                                              | Rosja Wsewołod Kaszkin · Konstantin Korszunow                                     |
| 9.  | 23-24 lutego 2019           | Soczi       | Sprint dwójek mężczyzn                       | Rosja Aleksandr Dienisjew · Władisław Antonow                                            | Łotwa Andris Šics · Juris Šics                                                    | Niemcy Toni Eggert · Sascha Benecken                                              |
| 9.  | 23-24 lutego 2019           | Soczi       | Sztafety mieszane                            | Rosja Wiktoria Demczenko · Siemion Pawliczenko · Aleksandr Dienisjew · Władisław Antonow | Niemcy Natalie Geisenberger · Felix Loch · Toni Eggert · Sascha Benecken          | Łotwa Kendija Aparjode · Kristers Aparjods · Andris Šics · Juris Šics             |

## Klasyfikacje

### Jedynki kobiet
| Miejsce | Zawodnik             | Reprezentacja     | Punkty |
| ------- | -------------------- | ----------------- | ------ |
| 1.      | Natalie Geisenberger | Niemcy            | 1052   |
| 2.      | Julia Taubitz        | Niemcy            | 793    |
| 3.      | Summer Britcher      | Stany Zjednoczone | 637    |
| 4.      | Dajana Eitberger     | Niemcy            | 631    |
| 5.      | Tatjana Iwanowa      | Rosja             | 592    |
| 6.      | Tatjana Hüfner       | Niemcy            | 572    |
| 7.      | Andrea Vötter        | Włochy            | 546    |
| 8.      | Elīza Cauce          | Łotwa             | 441    |
| 9.      | Wiktoria Diemczenko  | Rosja             | 420    |
| 10.     | Kendija Aparjode     | Łotwa             | 419    |
| ...     | ...                  | ...               | ...    |
| 32.     | Ewa Kuls             | Polska            | 66     |
| 34.     | Klaudia Domaradzka   | Polska            | 57     |
| 36.     | Natalia Wojtuściszyn | Polska            | 49     |

### Jedynki mężczyzn
| Miejsce | Zawodnik            | Reprezentacja | Punkty |
| ------- | ------------------- | ------------- | ------ |
| 1.      | Siemion Pawliczenko | Rosja         | 788    |
| 2.      | Roman Riepiłow      | Rosja         | 718    |
| 3.      | Felix Loch          | Niemcy        | 685    |
| 4.      | Johannes Ludwig     | Niemcy        | 666    |
| 5.      | Dominik Fischnaller | Włochy        | 623    |
| 6.      | Reinhard Egger      | Austria       | 596    |
| 7.      | Wolfgang Kindl      | Austria       | 579    |
| 8.      | David Gleirscher    | Austria       | 526    |
| 9.      | Chris Rene Eissler  | Niemcy        | 432    |
| 10.     | Kevin Fischnaller   | Włochy        | 402    |
| ...     | ...                 | ...           | ...    |
| 25.     | Maciej Kurowski     | Polska        | 147    |
| 30.     | Mateusz Sochowicz   | Polska        | 117    |
| 51.     | Kacper Tarnawski    | Polska        | 5      |

### Dwójki mężczyzn
| Miejsce | Zawodnik                              | Reprezentacja     | Punkty |
| ------- | ------------------------------------- | ----------------- | ------ |
| 1.      | Toni Eggert Sascha Benecken           | Niemcy            | 1050   |
| 2.      | Thomas Steu Lorenz Koller             | Austria           | 817    |
| 3.      | Tobias Wendl Tobias Arlt              | Niemcy            | 790    |
| 4.      | Andris Šics Juris Šics                | Łotwa             | 731    |
| 5.      | Władisław Jużakow Jurij Prochorow     | Rosja             | 562    |
| 6.      | Robin Geueke David Gamm               | Niemcy            | 517    |
| 7.      | Kristens Putins Imants Marcinkēvičs   | Łotwa             | 482    |
| 8.      | Chris Mazdzer Jayson Terdiman         | Stany Zjednoczone | 459    |
| 9.      | Wsewołod Kaszkin Konstantin Korszunow | Rosja             | 443    |
| 10.     | Tristan Walker Justin Snith           | Kanada            | 412    |
| ...     | ...                                   | ...               | ...    |
| 12.     | Wojciech Chmielewski Jakub Kowalewski | Polska            | 393    |

### Sztafety mieszane
| Miejsce | Reprezentacja     | Punkty |
| ------- | ----------------- | ------ |
| 1.      | Niemcy            | 525    |
| 2.      | Rosja             | 455    |
| 3.      | Łotwa             | 410    |
| 4.      | Austria           | 316    |
| 5.      | Stany Zjednoczone | 315    |
| 6.      | Włochy            | 308    |
| 7.      | Kanada            | 216    |
| 8.      | Ukraina           | 203    |
| 9.      | Polska            | 165    |
| 10.     | Słowacja          | 46     |

### Sprint kobiet
| Miejsce | Zawodnik             | Reprezentacja     | Strata  |
| ------- | -------------------- | ----------------- | ------- |
| 1.      | Natalie Geisenberger | Niemcy            | -       |
| 2.      | Dajana Eitberger     | Niemcy            | + 0,141 |
| 3.      | Summer Britcher      | Stany Zjednoczone | + 0,559 |
| 4.      | Julia Taubitz        | Niemcy            | + 0,869 |
| 5.      | Andrea Vötter        | Włochy            | + 0,900 |
| 6.      | Tatjana Iwanowa      | Rosja             | + 0,929 |
| 7.      | Jekaterina Baturina  | Rosja             | + 1,115 |
| 8.      | Tatjana Hüfner       | Niemcy            | + 1,399 |

### Sprint mężczyzn
| Miejsce | Zawodnik            | Reprezentacja | Strata |
| ------- | ------------------- | ------------- | ------ |
| 1.      | Roman Riepiłow      | Rosja         | -      |
| 2.      | Siemion Pawliczenko | Rosja         | +0,009 |
| 3.      | Felix Loch          | Niemcy        | +0,249 |
| 4.      | Johannes Ludwig     | Niemcy        | +0,292 |
| 5.      | Dominik Fischnaller | Włochy        | +0,348 |
| 6.      | Kevin Fischnaller   | Włochy        | +0,745 |
| 7.      | Chris Rene Eissler  | Niemcy        | +0,780 |
| 8.      | Max Langenhan       | Niemcy        | +0,929 |

### Sprint dwójek mężczyzn
| Miejsce | Zawodnik                              | Reprezentacja | Strata  |
| ------- | ------------------------------------- | ------------- | ------- |
| 1.      | Toni Eggert Sascha Benecken           | Niemcy        | -       |
| 2.      | Thomas Steu Lorenz Koller             | Austria       | +0,193  |
| 3.      | Andris Šics Juris Šics                | Łotwa         | +0,212  |
| 4.      | Tobias Wendl Tobias Arlt              | Niemcy        | +0,557  |
| 5.      | Władisław Jużakow Jurij Prochorow     | Rosja         | +0,899  |
| 6.      | Robin Geueke David Gamm               | Niemcy        | +1,031  |
| 7.      | Wojciech Chmielewski Jakub Kowalewski | Polska        | +1,670  |
| 8.      | Kristens Putins Imants Marcinkēvičs   | Łotwa         | +11,821 |